# (34077) Yoshiakifuse
(34077) Yoshiakifuse (2000 OV68) – planetoida z grupy pasa głównego asteroid okrążająca Słońce w ciągu 4,69 lat w średniej odległości 2,8 j.a. Odkryta 30 lipca 2000 roku.